# Camillo Bazzoni
Camillo Bazzoni (* 29. Dezember 1934 in Salsomaggiore Terme; † 8. Oktober 2020 in Mori) war ein italienischer Kameramann, Filmregisseur und Drehbuchautor.

## Leben
Der Bruder von Luigi Bazzoni drehte vier Filme in eigener Regie, die dem Genrekino zugerechnet werden können. Sein Pseudonym für den Italowestern Ich bin ein entflohener Kettensträfling war Alex Burks.
1960 begann Bazzoni seine Arbeit beim Film nach frühem Interesse für die Fotografie als Assistent des Filmkameramannes Vincenzo Seratrice als Kameramann für Seratrice und Aldo Scavarda. Nach einigen Kurzfilmen als Regisseur (L’urlo wurde bei den Filmfestspielen Cannes für die Goldene Palme als bester Kurzfilm nominiert) debütierte er als Chefkameramann für einen Film seines Bruders, bevor er ab 1967 als Regisseur auch vier Spielfilme drehte. Ab Ende der 1970er Jahre widmete er sich erneut und nun ausschließlich der Fotografie von Filmen, wobei er u. a. für Salvatore Samperi und Lina Wertmüller sowie Mario Monicelli wirkte. 1981 war er Kameramann des zweiten Stabes für Warren Beattys Reds. Unter seinen letzten Arbeiten finden sich um die 1990er Jahre zwei Werke von Massimo Troisi.

## Filmografie (Auswahl)
Regisseur
- 1968: Ich bin ein entflohener Kettensträfling (Vivo per la tua morte)
- 1969: Kommandounternehmen Burning Eagle (Commando suicida)
- 1970: Das Gesetz des Schweigens (E venne il giorno dei limoni neri)
- 1972: Abuso di potere

Kameramann
- 1961: Liebe, Freiheit und Verrat (Legge di guerra)
- 1966: Agent 3S3 setzt alles auf eine Karte (Omicidio per appuntamento)
- 1967: Mit Django kam der Tod (L’uomo, l’orgoglio, la vendetta)
- 1979: Ernesto
- 1979: Erste Klasse (Un amore in prima classe)
- 1982: Die Straße der Spiegel (Via degli specchi)
- 1986: Die Affäre Aldo Moro (Il caso Moro)
- 1986: Hoffen wir, daß es ein Mädchen wird (Speriamo che sia femmina)
- 1986: Reich und gnadenlos (Notte d’estate con profilo greco, occhi a mandorla e odore di basilico)